# Wealden
Wealden is een Engels district in het shire-graafschap (non-metropolitan county OF county) East Sussex en telt 160.000 inwoners. De oppervlakte bedraagt 833 km².
Van de bevolking is 21,1% ouder dan 65 jaar. De werkloosheid bedraagt 1,7% van de beroepsbevolking (cijfers volkstelling 2001).
Een geologische opeenvolging van gesteentelagen uit het Krijt, de Wealden Group, is naar dit district genoemd.

## Civil parishesin district Wealden
Alciston, Alfriston, Arlington, Berwick, Buxted, Chalvington with Ripe, Chiddingly, Crowborough, Cuckmere Valley, Danehill, East Dean and Friston, East Hoathly with Halland, Fletching, Forest Row, Framfield, Frant, Hadlow Down, Hailsham, Hartfield, Heathfield and Waldron, Hellingly, Herstmonceux, Hooe, Horam, Isfield, Laughton, Little Horsted, Long Man, Maresfield, Mayfield and Five Ashes, Ninfield, Pevensey, Polegate, Rotherfield, Selmeston, Uckfield, Wadhurst, Warbleton, Wartling, Westham, Willingdon and Jevington, Withyham.